# Przewóz wojsk
Przewóz wojsk – rodzaj działalności wojskowej realizowany w ramach pomocniczych działań zbrojnych ; to zorganizowane przemieszczanie sił i środków za pomocą innych rodzajów transportu niż własny.
Przewozy wojsk mogą być realizowane transportem kolejowym, powietrznym i wodnym lub na przyczepach niskopodwoziowych. Stosuje się je zazwyczaj w ramach przegrupowania strategicznego. Należy dążyć do zachowania całości organizacyjnej przewożonych oddziałów i pododdziałów, z zachowaniem ich gotowości do prowadzenia walki po wyładowaniu.

## Przewozy transportem kolejowym
Przewóz wojsk  realizowany jest  transportami operacyjnymi. To całopociągowy skład lub grupa wagonów użyte do przewozu oddziału lub pododdziału wojskowego wraz z wyposażeniem. Taki przewóz jest racjonalny na odległość powyżej 100 km. Na mniejsze odległości, przewóz wojsk wykonuje się z zasady sposobem kombinowanym. Stan osobowy oraz pojazdy kołowe przemieszcza się transportem drogowym, a sprzęt gąsienicowy przewożony jest transportem kolejowym.
Zaletą transportu kolejowego jest oszczędność zużycia paliwa oraz przebiegu resursu kilometrów środków bojowych przed kolejnym remontem. Charakteryzuje się dużym nasileniem w stosunkowo krótkim czasie, dużym zapotrzebowaniem na tabor kolejowy oraz urządzenia do zorganizowania załadowania i rozładowania, koniecznością współdziałania służb komunikacji wojskowej i cywilnej z dowództwem przewożonych oddziałów, potrzebą zachowania tajemnicy miejsc przeznaczenia.
Wojskowy transport kolejowy to też pododdziały lub kilka pododdziałów podporządkowanych na czas  trwania przewozu koleją jednemu dowódcy.

## Przewozy transportem powietrznym
Transport lotniczy ma na celu szybką realizację przemieszczenia ludzi, sprzętu i zaopatrzenia do rejonu działań lub ich ewakuację. Priorytetowo wykorzystywany jest w następujących przypadkach:
- przewóz jednostek sił reagowania (w tym desantów);
- dowóz środków materiałowych dla wojsk w okrążeniu gdy nie ma możliwości wykorzystania innych rodzajów transportu;
- częściowej ewakuacji medycznej;
- innych przedsięwzięć ratowniczych w rejonach wystąpienia strat masowych, itp.

Przewozy transportem samolotowym lub śmigłowcowym mogą się też odbywać z udziałem środków transportowych państw sojuszniczych lub wyczarterowanych na międzynarodowym rynku przewoźników powietrznych i to głównie przy wykonywaniu wspólnych zadań w odległych obszarach zainteresowania. Transportem powietrznym mogą być przewożone pododdziały z wyposażeniem indywidualnym żołnierzy lub lekkim uzbrojeniem zbiorowym.

## Przewozy transportem morskim
Transport morski jest stosowany do masowego przewozu wojsk, szczególnie ciężkiego sprzętu oraz środków zaopatrzenia. To przewóz okrętami lub statkami handlowymi wojsk, uzbrojenia i sprzętu wojskowego pomiędzy portami załadowania i wyładowania. Jest ważnym elementem systemu transportowego na poziomie strategicznym i operacyjnym. W niektórych przypadkach może też występować na poziomie taktycznym.
W historii wojen blisko 90% przewozów odbyło się drogą morską. Polska infrastruktura komunikacji morskiej może być przydatna głównie do wyładowania lub załadowania wojsk koalicyjnych.